# Palau Alenyà
Palau Alenyà és una obra del municipi de Montblanc (Conca de Barberà) protegida com a bé cultural d'interès local.

## Descripció
Es tracta d'un edifici amb finestres tripartides ogivals i portalada de pedra. Conté afegits posteriors que respecten l'antiga estructura.

## Història
Es tracta d'un edifici gòtic del segle xiv, que va pertànyer a la família Alenyà, després als Conesa i, durant els segles xvii al XIX, als Aguiló. La façana és feta amb carreus de pedra picada i mostra quatre finestrals trigeminats i un gran portal adovellat de refinada factura. Al primer pis hi ha una galeria porxada, del segle xvi. La rehabilitació de 1999, que l'adaptà com a seu del Consell Comarcal, en va eliminar molts dels afegits i reformes que l'havien alterat al llarg del temps.